# جائزة موريس ليبمان التذكارية لمعهد مهندسي الكهرباء والإلكترونيات
تم إنشاء جائزة موريس ليبمان التذكارية التي يطلق عليها في البداية جائزة موريس ليبمان التذكارية المقدمة من معهد مهندسي الراديو (IRE)، جائزة IEEE Morris N. Liebmann التذكارية في عام 1919 تكريما للعقيد موريس ن. ليبمان. تم منحه في البداية للحائزين على الجوائز الذين «أعلنوا خلال الماضي القريب مساهمة مهمة في الاتصالات اللاسلكية».
استمرت الجائزة في الحصول على جائزة IEEE Morris N. Liebmann التذكارية من قبل مجلس إدارة معهد مهندسي الكهرباء والإلكترونيات (IEEE) بعد اندماج منظمة IRE في IEEE في عام 1963. تم تغيير النطاق إلى «للمساهمات الهامة في التقنيات الناشئة المعترف بها في السنوات الأخيرة». بعد عام 2000، حلت جائزة IEEE Daniel E. Noble محل الجائزة.

## المستلمون
حصل الأشخاص التالية أسماؤهم على جائزة IEEE Morris N. Liebmann التذكارية : 
- 2000 - جيمس س. هاريس الابن.
- 1998 - ناوكي يوكوياما
- 1997 - فوجيو ماسوكا
- 1996 - سيكي اوغورا
- 1995 - م. جورج كرافورد
- 1994 - لوبومير تي رومانكيو
- 1993 - ب. جايانت باليجا
- 1992 - برافين تشوداري، جيروم جيه كومو، وريتشارد ج. جامبينو
- 1991 - مورتون بانيش
- 1990 - ساتوشي هياميزو وتاكاشي ميمورا
- 1989 - تاكانوري أوكوشي
- 1988 - جيمس ر. بودي وريتشارد أ. بيدرسن
- 1986 - بيشنو س. أتال وفوميتادا إيتاكورا
- 1985 - راسل دي دوبوي وهارولد مانسيفيت
- 1984 - ديفيد إي كارلسون وكريستوفر ر
- 1983 - روبرت دبليو برودرسن، بول ر. جراي، وديفيد أ. هودجز
- 1982 - جون آرثر الابن وألفريد واي تشو
- 1981 - كالفين ف
- 1980 - أنتوني ج
- 1979 - بينغ كينغ تيان
- 1978 - تشارلز ك. كاو، جون ب. ماكشيسني، وروبرت دي مورير
- 1977 - هورست هـ. بيرغر وسيغفريد ك. ويدمان
- 1976 - هربرت جون شو
- 1975 - إيه إتش بوبيك، بي سي ميكايليس، وإتش إي دي سكوفيل
- 1974 - ويلارد بويل وجورج إي سميث
- 1973 - نيك هولونياك
- 1972 - ستيوارت إي ميلر
- 1971 - مارتن رايل
- 1970 - جون أ.كوبلاند
- 1969 - جي بي غان
- 1968 - إيميت إن ليث
- 1966 - بول ك.فايمر
- 1965 - وليام ر. بينيت الابن.
- 1964 - آرثر ل.شاولو

حصل الأشخاص التالية أسماؤهم على جائزة IRE Morris Liebmann التذكارية : 
- 1963 - إيان مونرو روس
- 1962 - فيكتور هـ
- 1961 - ليو إيساكي
- 1960 - جان أ
- 1959 - نيكولاس بلومبيرجن وتشارلز هـ. تاونز
- 1958 - إي إل جينتزتون
- 1957 - أو.ج.فيلارد الابن
- 1956 - كينيث بولينجتون
- 1955 - إيه في لوغرين
- 1954 - آر آر وارنيك
- 1953 - جون ألفين بيرس
- 1952 - وليام شوكلي
- 1951 - ر.ب. دوم
- 1950 - O. H. Schade
- 1949 - سي إي شانون
- 1948 - إس دبليو سيلي
- 1947 - جون روبنسون بيرس
- 1946 - ألبرت روز
- 1945 - بي سي غولدمارك
- 1944 - دبليو دبليو هانسن
- 1943 - ويلمر إل بارو
- 1942 - S. A. Schelkunoff
- 1941 - فيلو تي فارنسورث
- 1940 - هارولد ألدن ويلر
- 1939 - إتش تي فريس
- 1938 - جي سي ساوثوورث
- 1937 - دبليو إتش دوهرتي
- 1936 - بي جيه طومسون
- 1935 - إف بي لويلين
- 1934 - فلاديمير زوريكين
- 1933 - هاينريش باركهاوزن
- 1932 - ادمون بروس
- 1931 - ستيوارت بالانتين
- 1930 - ألبرت هال
- 1929 - إي في أبليتون
- 1928 - دبليو جي كادي
- 1927 - إيه إتش تايلور
- 1926 - رالف باون
- 1925 - فرانك كونراد
- 1924 - جي آر كارسون
- 1923 - مشروب هارولد
- 1922 - سي إس فرانكلين
- 1921 - ر. أ. هايسينغ
- 1920 - ر.أ.ويغانت
- 1919 - إل إف فولر